# Енен, Нирен и Пен
Свети мученици Енен, Нирен и Пен сматрају се првим мученицима словенским, који се помињу у историји. Називају се Скитима, и ученицима светог апостола Андреје. Пострадали за веру од својих суседа с десне стране Дунава, близу Варне. Везани на леду, умрли су од смрзавања.
Српска православна црква слави их 20. јануара по црквеном, а 2. фебруара по грегоријанском календару.
Велики део овог текста је преузет из охридског пролога светог владике Николаја Велимировића. Он не подлеже ауторским правима